# تاكايوكي كواتا
تاكايوكي كواتا (باليابانية: 桑田 隆幸) (26 يونيو 1941 في هيروشيما في اليابان – )؛ هو لاعب كرة قدم ياباني سابق كان يلعب كمهاجم. سبق له أن لعب مع منتخب اليابان.

## وصلات خارجية
- تاكايوكي كواتا على موقع ناشيونال فوتبول تيمز (الإنجليزية)

- National Football Teams
- Japan National Football Team Database